# Huesera (película)
Huesera es una película de terror corporal sobrenatural peruanomexicana de 2022, dirigida por Michelle Garza Cervera a partir de un guion que escribió con Abia Castillo. Fotografiada por Nur Rubio Sherwell y producida por Paulina Villavicencio y Edher Campos. Está protagonizada por Natalia Solián, con un reparto que incluye a Alfonso Dosal, Mayra Batalla, Enoc Leaño, Mercedes Hernández, Sonia Couoh Samantha Castillo, Anahí Allué, y Aída López.
Huesera se estrenó mundialmente en el Festival de Tribeca el 9 de junio de 2022, donde ganó los premios Mejor Nueva Dirección Narrativa y el Premio "Nora Ephron" a la Mejor Película Dirigida por una Mujer.En los Premios Ariel de 2023, la película encabezó las nominaciones con 17 menciones, incluyendo Mejor Película y Mejor Dirección, de los cuales ganó Mejor Guion Cinematográfico Original y Mejor Ópera Prima.

## Argumento
La alegría de Valeria al quedar embarazada se ve truncada cuando nota la presencia de un espíritu siniestro. A medida que el peligro se acerca y las relaciones con su familia se fracturan, se ve obligada a adentrarse en un escalofriante mundo de magia oscura que amenaza con consumirla.

## Reparto
- Natalia Solián como Valeria
- Alfonso Dosal como Raúl
- Mayra Batalla como Octavia
- Mercedes Hernández como Isabel
- Aída López como Maricarmen, la madre de Valeria
- Enoc Leaño como Luis
- Martha Claudia Moreno como Úrsula
- Sonia Couoh como Verónica, hermana de Valeria
- Emilram Cossío como Ginecólogo
- Samantha Castillo como Carolina
- Anahí Allué como Norma

## Lanzamiento
Huesera se estrenó mundialmente en el Festival de Tribeca de Nueva York el 9 de junio de 2022, dentro de la sección "Midnight" del festival. La película tuvo su estreno en la cartelera mexicana el 23 de febrero de 2023.

## Recepción
En el sitio web agregador de críticas Rotten Tomatoes, la película tiene un índice de aprobación del 97% basado en 37 críticas, con una calificación media de 7,8/10.
En la crítica internacional, Manuel Betancourt de Variety calificó a Huesera como "por momentos escalofriantemente aterradora", escribiendo que "rara vez [recurre] a jump scares", confiando en cambio en "imágenes cada vez más perturbadoras" y en el diseño de sonido. Betancourt concluyó: "Una fábula de la maternidad moderna, de las ideas feministas calcificadas sobre la domesticidad y la agencia de las mujeres, Huesera ofrece un giro inspirado en el folclore mexicano de clásicos del terror como The Babadook, Hereditary, El bebé de Rosemary' y Good Manners". Michael Gingold, de Rue Morgue, escribió que la película "invierte el subgénero del miedo al embarazo [...] a la vez que paga las expectativas de una obra de género", y calificó la película de "logro singular en el panorama del terror internacional".

## Premios y reconocimientos
| Año  | Premio                                    | Categoría                                             | Nominaciones                                                          | Resultado |
| ---- | ----------------------------------------- | ----------------------------------------------------- | --------------------------------------------------------------------- | --------- |
| 2023 | Premios Ariel                             | Mejor película                                        | Machete Producciones - Dir. Michelle Garza Cervera                    | Nominado  |
| 2023 | Premios Ariel                             | Mejor dirección                                       | Machete Producciones - Dir. Michelle Garza Cervera                    | Nominado  |
| 2023 | Premios Ariel                             | Mejor ópera prima                                     | Michelle Garza Cervera                                                | Ganadora  |
| 2023 | Premios Ariel                             | Mejor actriz                                          | Natalia Solián                                                        | Nominada  |
| 2023 | Premios Ariel                             | Mejor coactuación femenina                            | Mayra Batalla                                                         | Nominada  |
| 2023 | Premios Ariel                             | Mejor coactuación femenina                            | Martha Claudia Moreno                                                 | Nominada  |
| 2023 | Premios Ariel                             | Revelación actoral                                    | Isabel Luna                                                           | Nominada  |
| 2023 | Premios Ariel                             | Mejor música original                                 | Gibrán Andrade y Rafael Manrique                                      | Nominados |
| 2023 | Premios Ariel                             | Mejor maquillaje                                      | Adam Zoller                                                           | Ganador   |
| 2023 | Premios Ariel                             | Mejor edición                                         | Adriana Martínez                                                      | Nominada  |
| 2023 | Premios Ariel                             | Mejor fotografía                                      | Nur Rubio Sherwell                                                    | Nominado  |
| 2023 | Premios Ariel                             | Mejor sonido                                          | Christian Giraud, Pablo Lach y Omar Pareja                            | Nominados |
| 2023 | Premios Ariel                             | Mejores efectos especiales                            | Raúl Camarena, Gustavo Campos, Miguel Ángel Rodríguez y Carlos Santos | Ganadores |
| 2023 | Premios Ariel                             | Mejores efectos visuales                              | Raúl Prado                                                            | Nominado  |
| 2023 | Premios Ariel                             | Mejor guion cinematográfico original                  | Michelle Garza Cervera y Abia Castillo                                | Nominadas |
| 2023 | Premios Ariel                             | Mejor diseño de arte                                  | Ana J. Bellido                                                        | Nominada  |
| 2023 | Premios Ariel                             | Mejor vestuario                                       | Gabriela Gower                                                        | Nominada  |
| 2023 | Premios CANACINE                          | Mejor Dirección                                       | Michelle Garza Cervera                                                | Ganadora  |
| 2023 | Premios CANACINE                          | Mejor Actriz                                          | Natalia Solián                                                        | Nominada  |
| 2023 | Premios CANACINE                          | Mejor Película                                        | Huesera                                                               | Nominada  |
| 2023 | Premios CANACINE                          | Producción del Año                                    | Edher Campos                                                          | Ganador   |
| 2023 | Premios CANACINE                          | Mejor Campaña Promocional                             | Huesera                                                               | Nominada  |
| 2022 | Festival de Sitges                        | Mejor película                                        | Michelle Garza Cervera                                                | Nominada  |
| 2022 | Festival de Sitges                        | Mejor película - Blood Window Award                   | Michelle Garza Cervera                                                | Ganadora  |
| 2022 | Festival de Sitges                        | Premio Ciudadano Kane a Mejor Revelación en Dirección | Michelle Garza Cervera                                                | Ganadora  |
| 2022 | Festival de Cine de Mar de Plata          | Mejor película latinoamericana                        | Huesera                                                               | Nominada  |
| 2022 | Festival de cine de Tribeca               | Mejor Nueva Dirección Narrativa                       | Michelle Garza Cervera                                                | Ganadora  |
| 2022 | Festival de cine de Tribeca               | Premio Nora Ephron                                    | Michelle Garza Cervera                                                | Ganadora  |
| 2022 | Festival Internacional de Cine de Morelia | Premio del Público                                    | Michelle Garza Cervera                                                | Ganadora  |
| 2022 | Festival Internacional de Cine de Morelia | Mejor Película                                        | Huesera                                                               | Nominada  |
| 2022 | Festival de Cine de Turín                 | Competencia Crazies                                   | Huesera                                                               | Ganadora  |